# Colour Genie
Colour Genie ili puno ime EACA EG2000 Colour Genie (slobodni prijevod: obojeni duh) ime je za kućno računalo koje je proizvodila hongkongška tvrtka EACA i koje je pojavilo na tržištu Zapadne Njemačke kolovozu 1982. godine.

## Tehnička svojstva
Kompatibilno sa sljedećim kućnim računalima:
- Video Genie I
- Video Genie II
- Tandy TRS-80

Sklopovlje
- Mikroprocesor
  - Zilog Z80
  - Takt: 2 Mhz
- Video
  - Grafički procesor: Motorola 6845
  - Modovi
    - Tekstualni mod: 40x24 znakova, ili 40x25 znakova u 16 boja.
    - Grafički mod  : 160x96 točaka, ili 160x102 točaka u 4 boje
- Zvuk
  - Zvučni procesor: General Instruments AY-3-8910
    - Broj kanala: 3
    - Kanala za šum: 1
    - Dva 8 bitna U/I kanala
- RAM
  - 16 KB, proširivo na 32 KB
- ROM
  - 16 KB koje je sadržavalo operacijski sustav te LEVEL II BASIC
- Ulazno/Izlazne jedinice
  - Kompozitni video
  - TV modulator
  - Rubni spojnik
  - RS-232 u DIN-5 formatu
  - Paralelni izlaz
  - 2 x međuspojnika za igraću palicu
  - Međuspojnik za kasetofon 1200 bauda u DIN-5 formatu
  - Ulaz za svjetlosno pero u DIN-5 formatu
- Napajanje
  - 5V DC
  - +12V DC
  - -12V DC